# 丹麥區
丹麥區（英語：Danelaw），又译丹麦法区，是指盎格魯-撒克遜編年史中記載的盎格鲁-撒克逊英格兰时期英格兰被維京丹麦人征服並施行丹麦律法的區域。
丹麥區起源於維京人於9世紀的擴張，但直到11世紀才成為一個地理名詞，代表維京人在英格蘭領地。
878年，阿尔弗雷德大帝在爱丁顿战役中打敗了維京人首领古斯倫带领的維京大軍。
886年，阿爾弗雷德大帝與維京人簽訂合約，同意支付「丹麦金」，並尊重維京人對其他3個英格蘭王國的征服。維京人首领古思伦這邊，則需從撒克遜領土撤退，接受基督教，並承認威塞克斯乃獨立王國。
古思伦所轄地區因此稱為丹麥區確定雙方勢力範圍邊界及一系列雙方所各自擁有的權利，自此帶來和平。
這次兩種文化的碰撞，使得英格蘭產生了盎格魯-諾斯方言。

10世紀的英格兰中部

丹麥區涵盖以下區域：约克、五市镇（包括莱斯特、诺丁汉、德比、林肯、斯坦福）、東盎格利亞和東密德蘭。